# Dámské sedlo

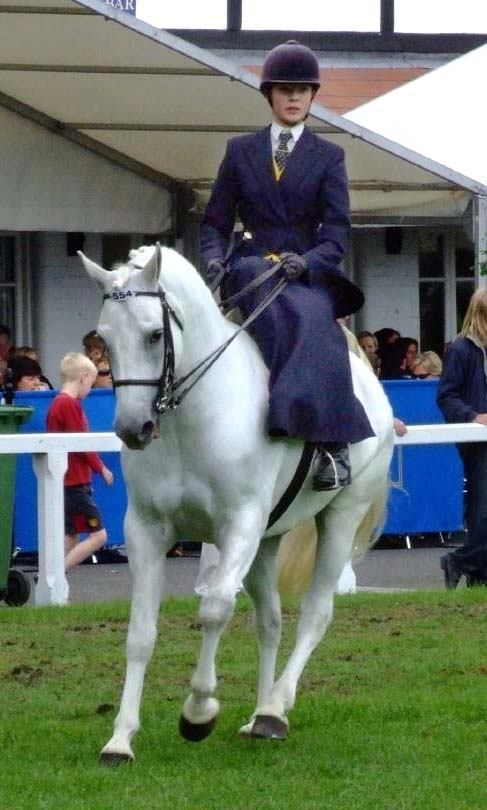
Jezdkyně v dámském sedle

Dámské sedlo umožňuje jezdkyni sedět na koni tak, že má obě nohy na jednom boku zvířete. Objevilo se ve středověku, kdy se pokládalo za nemravné, aby dáma seděla na koni rozkročmo. Propagátorkou dámského sedla byla královna Anna Lucemburská. Původně šlo o sedátko zvané planchette, v němž jezdkyně seděla kolmo ke směru jízdy a měla jen omezenou možnost koně ovládat. Později bylo sedlo vylepšeno o roh, přes který se přehodí jedna noha a druhá je zaklesnuta ve třmenu. V tomto sedle je možné cválat i bezpečně zdolávat překážky. Dámské sedlo hojně využívala Alžběta Bavorská, která byla nadšenou milovnicí jezdeckého sportu. Ve 20. století, kdy ženy začaly masově nosit kalhoty, se přestalo dámské sedlo v denní praxi používat. Postupně však došlo k jeho renesanci, pořádají se závody v dámských sedlech a jezdkyně v dobových kostýmech bývají součástí různých banderií při slavnostních příležitostech.